# Mordella luteoguttata
Mordella luteoguttata là một loài bọ cánh cứng trong họ Mordellidae. Loài này được Blanch miêu tả khoa học năm 1843.